# Chartergus metanotalis
Chartergus metanotalis är en getingart som beskrevs av Richards 1978. Chartergus metanotalis ingår i släktet Chartergus och familjen getingar. Inga underarter finns listade i Catalogue of Life.